# Prix-lès-Mézières
Pour les articles homonymes, voir Mézières.
Prix-lès-Mézières est une commune française, située dans le département des Ardennes en région Grand Est.

## Géographie

### Localisation
La commune, située à l'altitude 155 m et environné de collines culminant à 190 m, se situe à 3 kilomètres à l'ouest de la ville de Charleville-Mézières, à 75 km au nord-est de Reims et à une douzaine de kilomètres de la frontière franco-belge. Elle est aisément accessible par l'autoroute A304 ainsi que par la RN 43.
Au nord-est, la plaine de Prix-lès-Mézières reste une zone champêtre, bucolique, préservée et coincée entre Prix et l'autoroute.

### Communes limitrophes
| Warcq   | Warcq             | Charleville-Mézières |
| Damouzy | Prix-lès-Mézières | Charleville-Mézières |
| Damouzy | Damouzy           | La Francheville      |

### Hydrographie
La commune est dans le bassin versant de la Meuse au sein du bassin Rhin-Meuse. Elle est drainée par la Meuse, le ruisseau de Marbay, le ruisseau des Rejets et le ruisseau de Praele,.
La Meuse, d'une longueur de 486 km, est un fleuve européen qui prend sa source en France, dans la commune du Châtelet-sur-Meuse, à 409 mètres d'altitude, et se jette dans la mer du Nord après un cours long d'approximativement 950 kilomètres traversant la France, la Belgique et les Pays-Bas. Le bourg est situé en rive gauche de la Meuse, qui s'écoule d'est en ouest sur une longueur d'environ 1,2 km, constituant une limite séparative avec la commune de Charleville-Mézières.

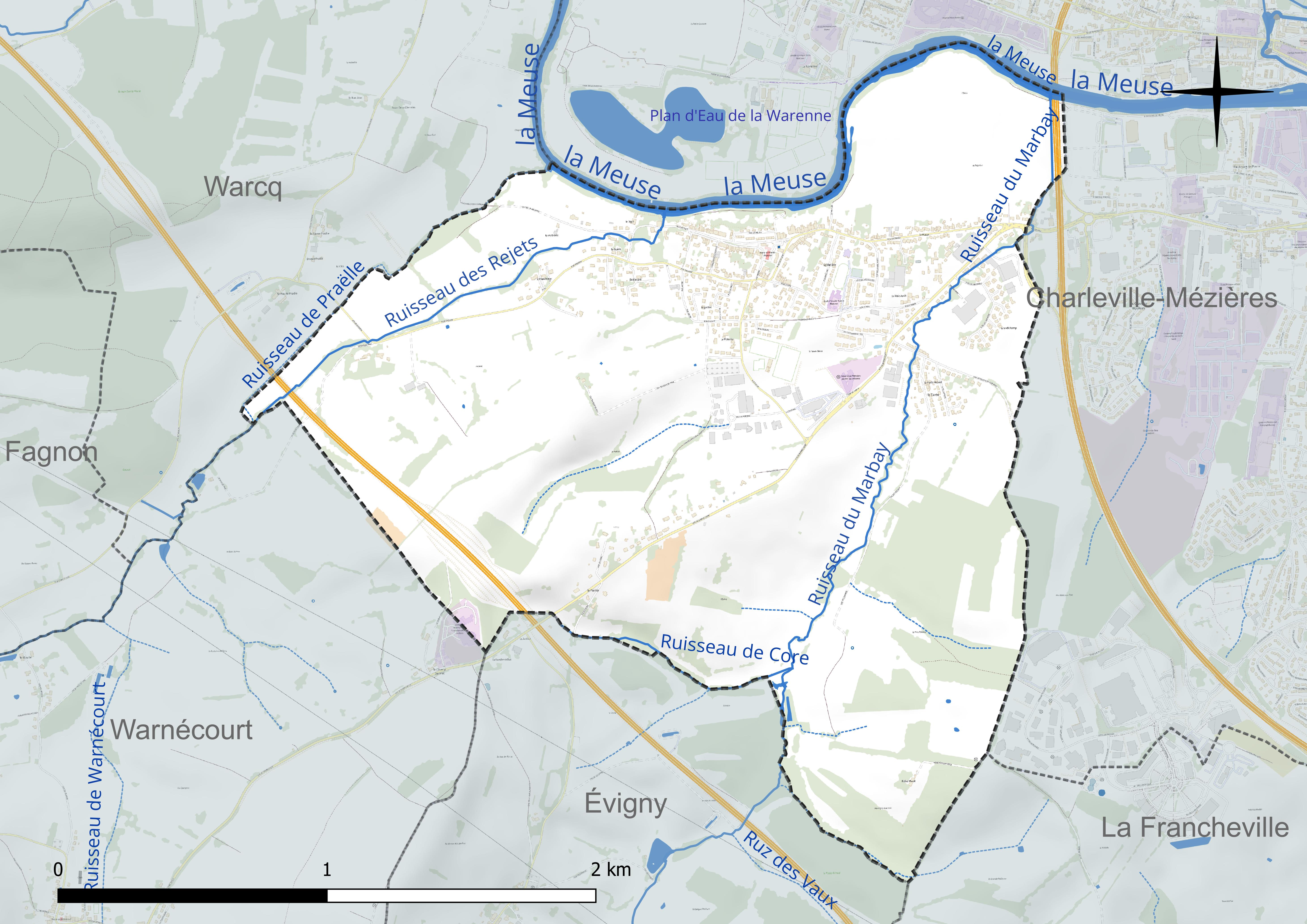
Réseau hydrographique de Prix-lès-Mézières.

### Climat
Pour des articles plus généraux, voir Climat du Grand Est et Climat des Ardennes.
En 2010, le climat de la commune est de type climat des marges montargnardes, selon une étude du Centre national de la recherche scientifique s'appuyant sur une série de données couvrant la période 1971-2000. En 2020, Météo-France publie une typologie des climats de la France métropolitaine dans laquelle la commune est exposée à un climat océanique altéré et est dans la région climatique Lorraine, plateau de Langres, Morvan, caractérisée par un hiver rude (1,5 °C), des vents modérés et des brouillards fréquents en automne et hiver.
Pour la période 1971-2000, la température annuelle moyenne est de 10 °C, avec une amplitude thermique annuelle de 15,7 °C. Le cumul annuel moyen de précipitations est de 880 mm, avec 13,1 jours de précipitations en janvier et 9,4 jours en juillet. Pour la période 1991-2020, la température moyenne annuelle observée sur la station météorologique de Météo-France la plus proche, « Charleville-Méz. », sur la commune de Charleville-Mézières à 3 km à vol d'oiseau, est de 9,9 °C et le cumul annuel moyen de précipitations est de 928,4 mm. 
La température maximale relevée sur cette station est de 39,2 °C, atteinte le 25 juillet 2019 ; la température minimale est de −17,5 °C, atteinte le 1er janvier 1997,,.
Les paramètres climatiques de la commune ont été estimés pour le milieu du siècle (2041-2070) selon différents scénarios d'émission de gaz à effet de serre à partir des nouvelles projections climatiques de référence DRIAS-2020. Ils sont consultables sur un site dédié publié par Météo-France en novembre 2022.

## Urbanisme

### Typologie
Au 1er janvier 2024, Prix-lès-Mézières est catégorisée ceinture urbaine, selon la nouvelle grille communale de densité à 7 niveaux définie par l'Insee en 2022.
Elle appartient à l'unité urbaine de Charleville-Mézières, une agglomération intra-départementale dont elle est une commune de la banlieue,. Par ailleurs la commune fait partie de l'aire d'attraction de Charleville-Mézières, dont elle est une commune de la couronne,. Cette aire, qui regroupe 132 communes, est catégorisée dans les aires de 50 000 à moins de 200 000 habitants,.

### Occupation des sols
L'occupation des sols de la commune, telle qu'elle ressort de la base de données européenne d’occupation biophysique des sols Corine Land Cover (CLC), est marquée par l'importance des territoires agricoles (71 % en 2018), en diminution par rapport à 1990 (72,6 %). La répartition détaillée en 2018 est la suivante : 
prairies (60,9 %), zones urbanisées (17,9 %), forêts (10 %), zones agricoles hétérogènes (9,8 %), zones industrielles ou commerciales et réseaux de communication (1,1 %), terres arables (0,3 %). L'évolution de l’occupation des sols de la commune et de ses infrastructures peut être observée sur les différentes représentations cartographiques du territoire : la carte de Cassini (XVIIIe siècle), la carte d'état-major (1820-1866) et les cartes ou photos aériennes de l'IGN pour la période actuelle (1950 à aujourd'hui).

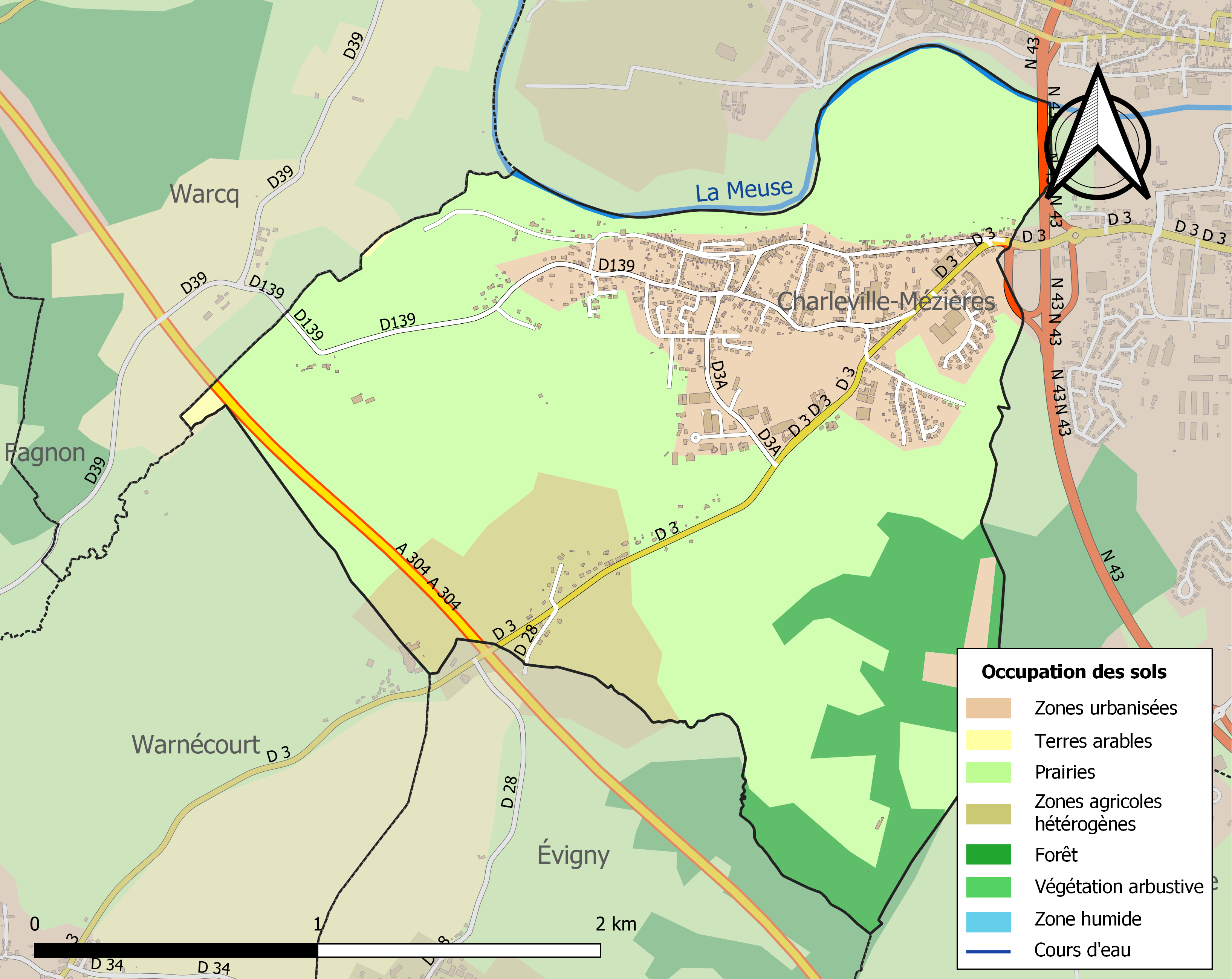
Carte des infrastructures et de l'occupation des sols de la commune en 2018 (CLC).

## Toponymie
La commune est instituée par la Révolution française sous le nom de Prix en 1793, puis de Prix-lès-Mézières en 1801. Après avoir repris le nom de Prix, elle redevient Prix-lès-Mézières en 1892,.

Issu du latin pretium.
La préposition « lès » permet de signifier la proximité d'un lieu géographique par rapport à un autre lieu. En règle générale, il s'agit d'une localité qui tient à se situer par rapport à une ville voisine plus grande. La commune de Prix indique qu'elle se situe près de Mézières.

## Histoire

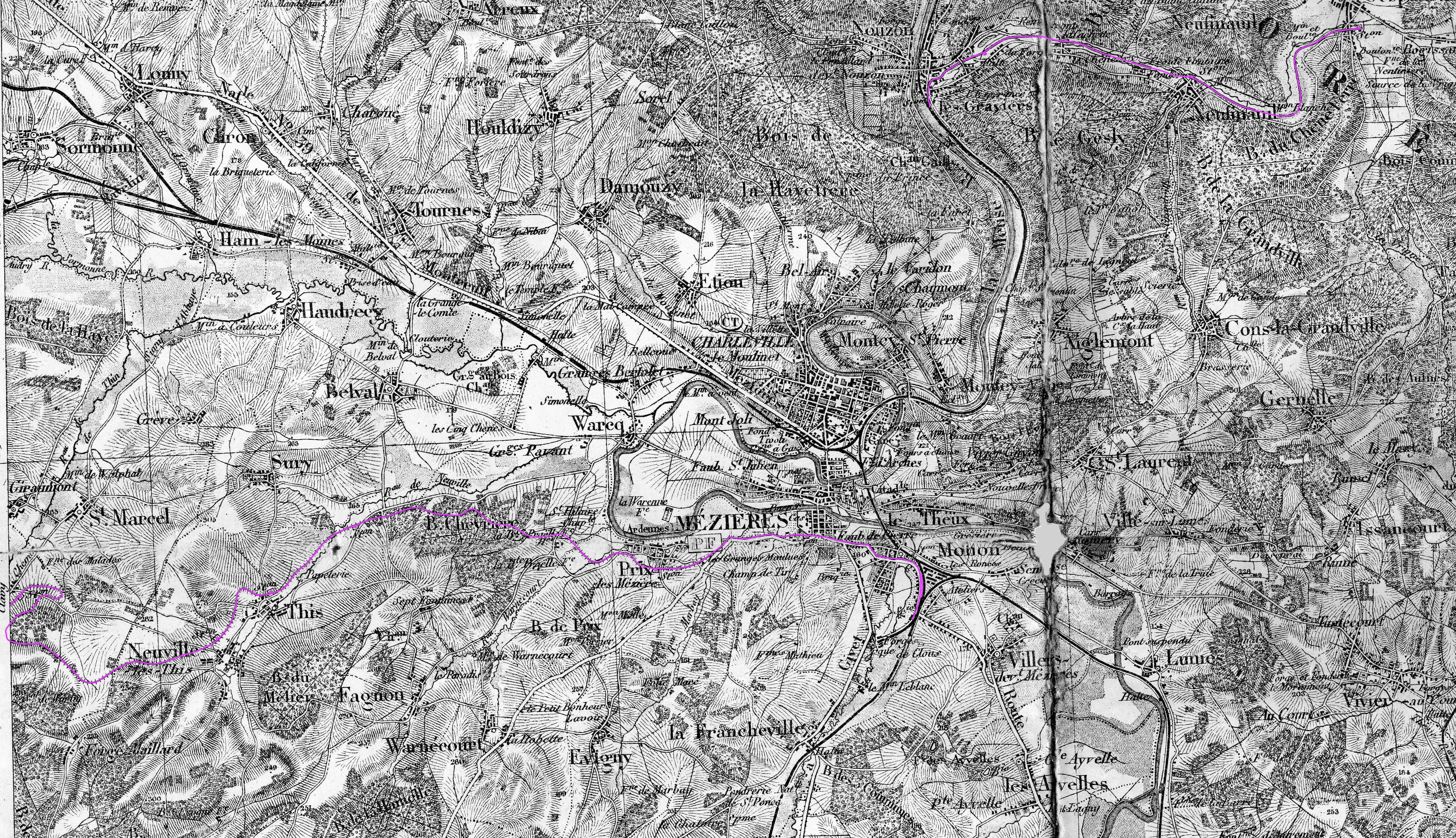
Tracé de la ligne Wasigny - Signy-l'Abbaye - Mohon, vers 1910-1924.

Une voie romaine traversait le territoire communal, à la plaine de la Warenne où existe toujours le chemin des Romains.
Le village a été desservi de 1908 à 1948 par une gare sur la ligne Wasigny - Signy-l'Abbaye - Mohon du réseau de chemin de fer secondaire des chemins de fer départementaux des Ardennes Du 25 août 1914 au 2 mars 1919, le service civil de la ligne Signy-Place/Mézières est suspendu.
Après la Première Guerre mondiale, le ministère des régions libérées crée  les ateliers de wagonnage de Prix, exploités par le groupe Baert-Verney, titulaires du marché de la reconstruction. Plus tard, entre 1927 et 1939, ces ateliers produiront des autorails de SCF Verney avant que les ateliers ne soient délaissés au profit de ceux du Mans de la même entreprise.

## Politique et administration

### Rattachements administratifs et électoraux
La commune se trouve  dans l'arrondissement de Charleville-Mézières du département des Ardennes. Pour l'élection des députés, elle fait partie depuis 1988 de la deuxième circonscription des Ardennes.
Elle faisait partie de 1793 à 1973 du canton de Mézières, année où elle intègre le canton de Mézières-Centre-Ouest. Dans le cadre du redécoupage cantonal de 2014 en France, la commune est désormais rattachée au nouveau canton de Charleville-Mézières-1.

### Intercommunalité
La commune était membre de la communauté d'agglomération dénommée Cœur d'Ardenne et créée en 2004.
Celle-ci a fusionné avec ses voisines pour former, le 1er janvier 2014 la communauté d’agglomération de Charleville-Mézières-Sedan qui a pris en 2015 le nom d'Ardenne Métropole, dont est désormais membre Prix-lès-Mézières.

### Liste des maires
| Période                                  | Période          | Identité            | Étiquette | Qualité                       |
| ---------------------------------------- | ---------------- | ------------------- | --------- | ----------------------------- |
| Les données manquantes sont à compléter. |                  |                     |           |                               |
| avant 1875                               | après 1876       | M. Douce            |           |                               |
| Les données manquantes sont à compléter. |                  |                     |           |                               |
| juin 1995                                | avril 2014       | Alain Beaufey       | DVD       |                               |
| avril 2014                               | 2020             | Jean-Marie Demongin | DVD       |                               |
| juin 2020                                | mai 2025 (Décès) | Bruno Dedion        | DVD       | Carde de la fonction publique |
| juin 2025                                | En cours         | Éric de Carli       | DVD       | Ancien premier adjoint        |

### Distinctions et labels
La commune a obtenu en 2007 une 1re fleur nationale au concours des villes et villages fleuris et en 2011 une seconde fleur, avant d'obtenir en 2017 un prix d'encouragement départemental à l'obtention de la 3e fleur.

## Population et société

### Démographie
L'évolution du nombre d'habitants est connue à travers les recensements de la population effectués dans la commune depuis 1793. Pour les communes de moins de 10 000 habitants, une enquête de recensement portant sur toute la population est réalisée tous les cinq ans, les populations de référence des années intermédiaires étant quant à elles estimées par interpolation ou extrapolation. Pour la commune, le premier recensement exhaustif entrant dans le cadre du nouveau dispositif a été réalisé en 2005.

En 2022, la commune comptait 1 387 habitants, en évolution de +2,51 % par rapport à 2016 (Ardennes : −2,97 %, France hors Mayotte : +2,11 %).
| 1793 | 1800 | 1806 | 1821 | 1831 | 1836 | 1841 | 1846 | 1851 |
| ---- | ---- | ---- | ---- | ---- | ---- | ---- | ---- | ---- |
| 209  | 240  | 273  | 285  | 335  | 357  | 357  | 357  | 324  |

| 1866 | 1872 | 1876 | 1881 | 1886 | 1891 | 1896 | 1901 | 1906 |
| ---- | ---- | ---- | ---- | ---- | ---- | ---- | ---- | ---- |
| 348  | 402  | 382  | 404  | 400  | 356  | 380  | 376  | 388  |

| 1911 | 1921 | 1926 | 1931 | 1936 | 1946 | 1954 | 1962 | 1968 |
| ---- | ---- | ---- | ---- | ---- | ---- | ---- | ---- | ---- |
| 412  | 432  | 468  | 560  | 630  | 690  | 830  | 813  | 892  |

| 1975 | 1982  | 1990  | 1999  | 2005  | 2006  | 2010  | 2015  | 2020  |
| ---- | ----- | ----- | ----- | ----- | ----- | ----- | ----- | ----- |
| 974  | 1 381 | 1 472 | 1 426 | 1 326 | 1 319 | 1 367 | 1 344 | 1 355 |

| 2022  | - | - | - | - | - | - | - | - |
| ----- | - | - | - | - | - | - | - | - |
| 1 387 | - | - | - | - | - | - | - | - |

### Sports
Lors de la saison 2011-2012, le club de la ville (AS Prix-lès-Mézières) se hissa jusqu'en 1/32 de finale de la Coupe de France de football. Défaite 4-0 à Charleville-Mézières (stade du Petit-Bois) devant plus de 3 000 spectateurs, face au Montpellier Hérault Sport Club.

## Culture locale et patrimoine

### Lieux et monuments
- Le moulin à couleurs appartenait au XIe siècle à un prieuré établi par l'abbaye Saint-Hubert et son utilisation est encore citée au XVIe siècle. Au XVIIe siècle, l'emplacement était occupé par une fonderie de cuivre et au XVIIIe siècle par une dépendance de la manufacture d'armes de Nouzonville. En 1834, le moulin bas est mentionné comme moulin à farine. L'ultime changement survient en 1859, avec la transformation des trois pôles (moulin haut, moulin médian et moulin bas) en entreprise de préparation des couleurs minérales, dirigée par un nommé Pierre Colin. Cessation d'activité du moulin bas en 1918, du moulin haut en 1925 et du moulin médian en 1955. L'édifice est inscrit au titre des monuments historiques en 1995[29].
- L'église Saint-Sulpice de Prix-lès-Mézières a été construite sous le Premier Empire en 1806, après la démolition en 1805 de l'ancienne chapelle du prieuré bénédictin située au nord de l'église actuelle. Ses deux cloches, provenant du prieuré de Prix et datant de 1402, ont été emportés en 1917 par les Allemands au cours de la Première Guerre mondiale[19].
- Le lavoir, datant de 1835[19].
- La chapelle Saint-Hilaire, bâtie en 1804 à l'emplacement de la ville disparue du Guilloy. Elle est le siège d'un petit pèlerinage[19].
- Chapelle de la maladrie de Prix-lès-Mézières.

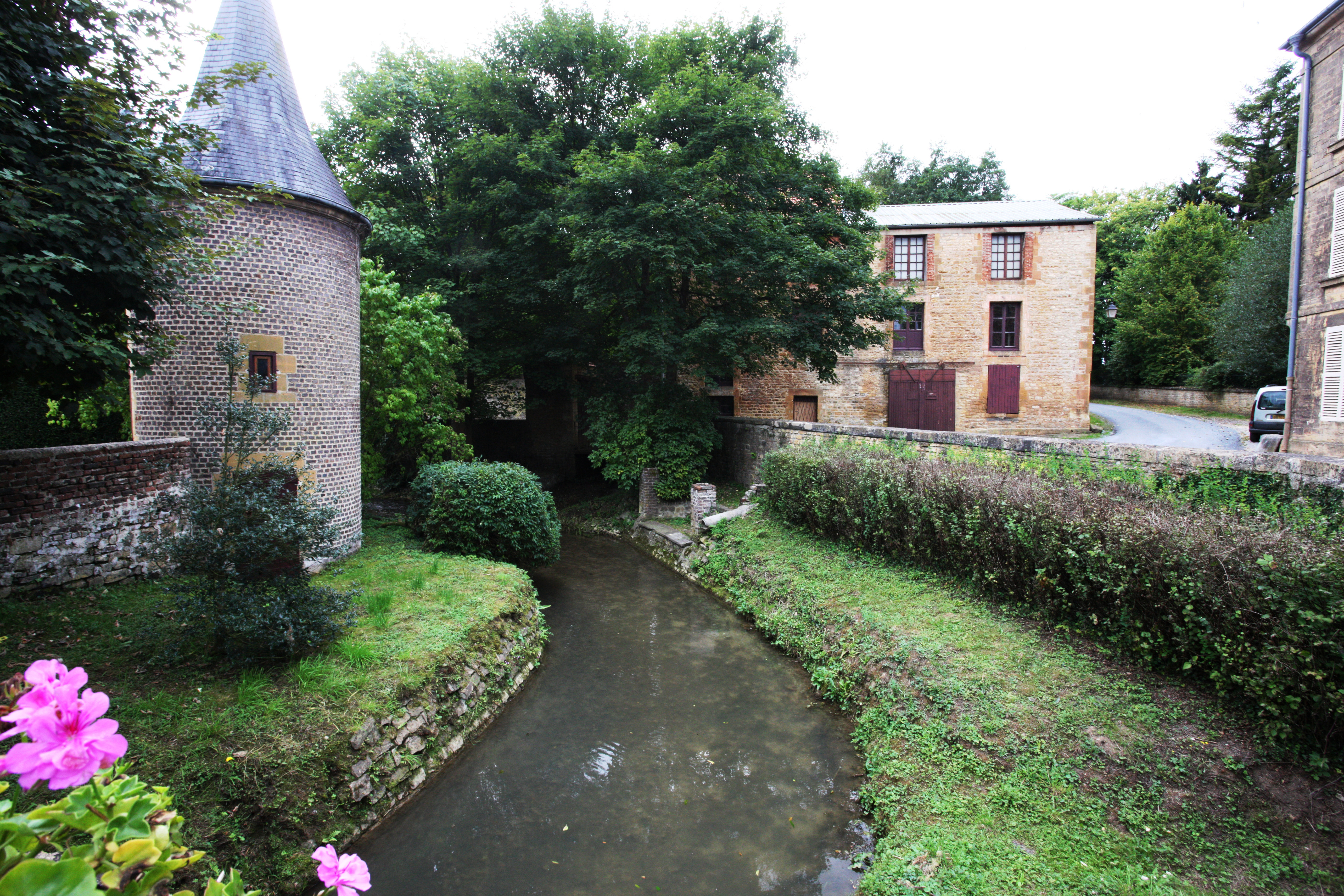
Le moulin à couleurs.
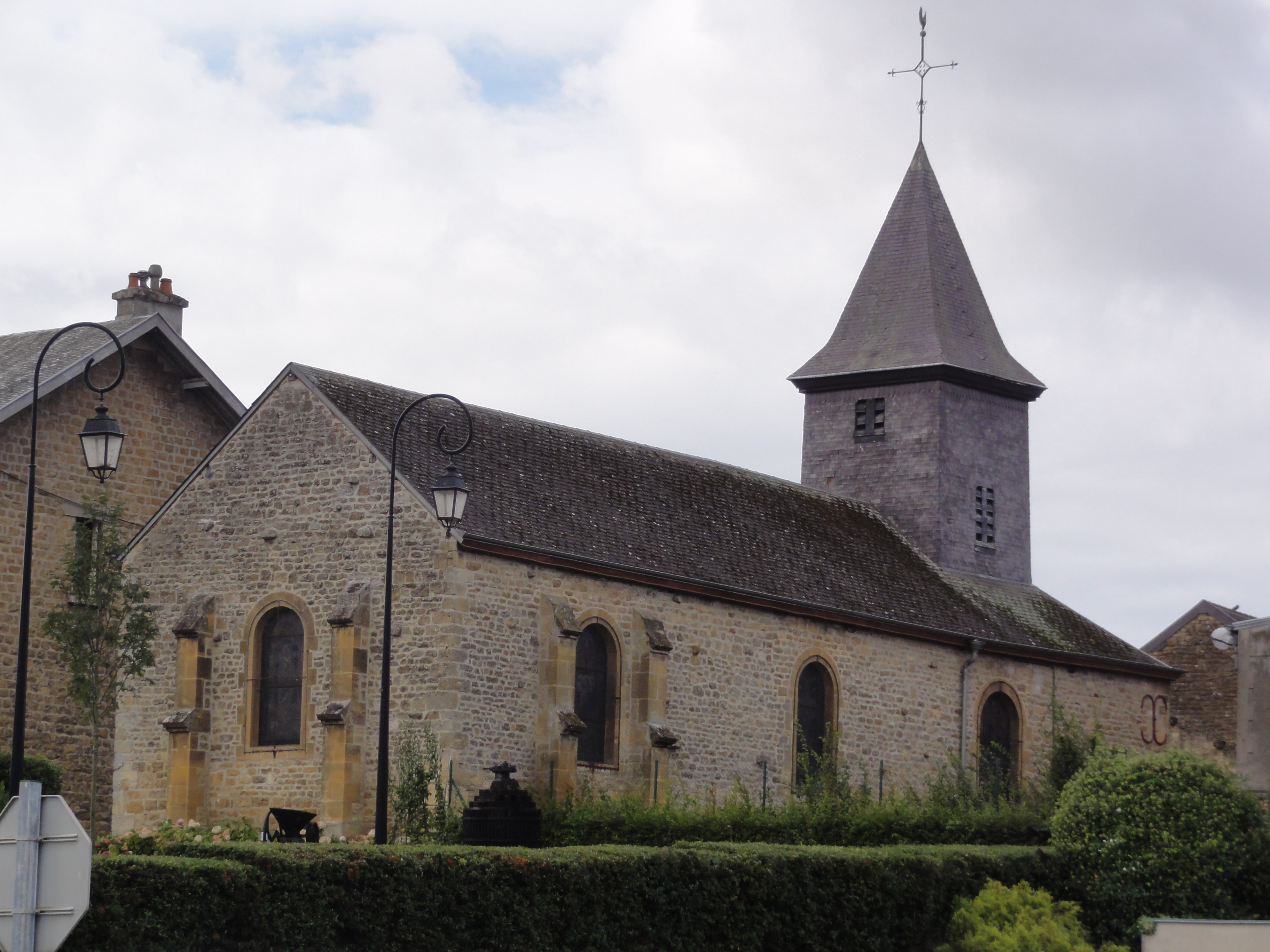
L'église.
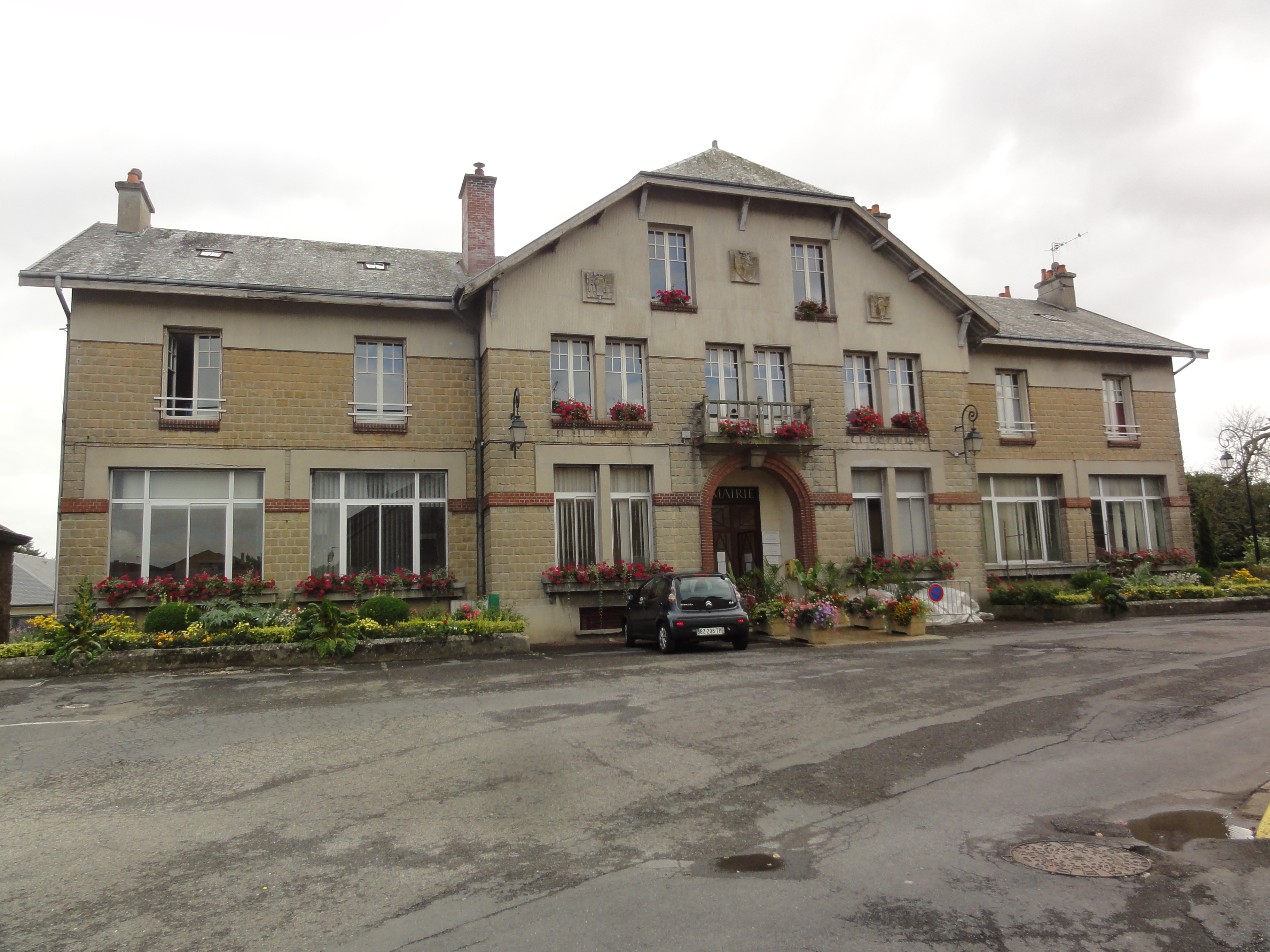
La mairie.
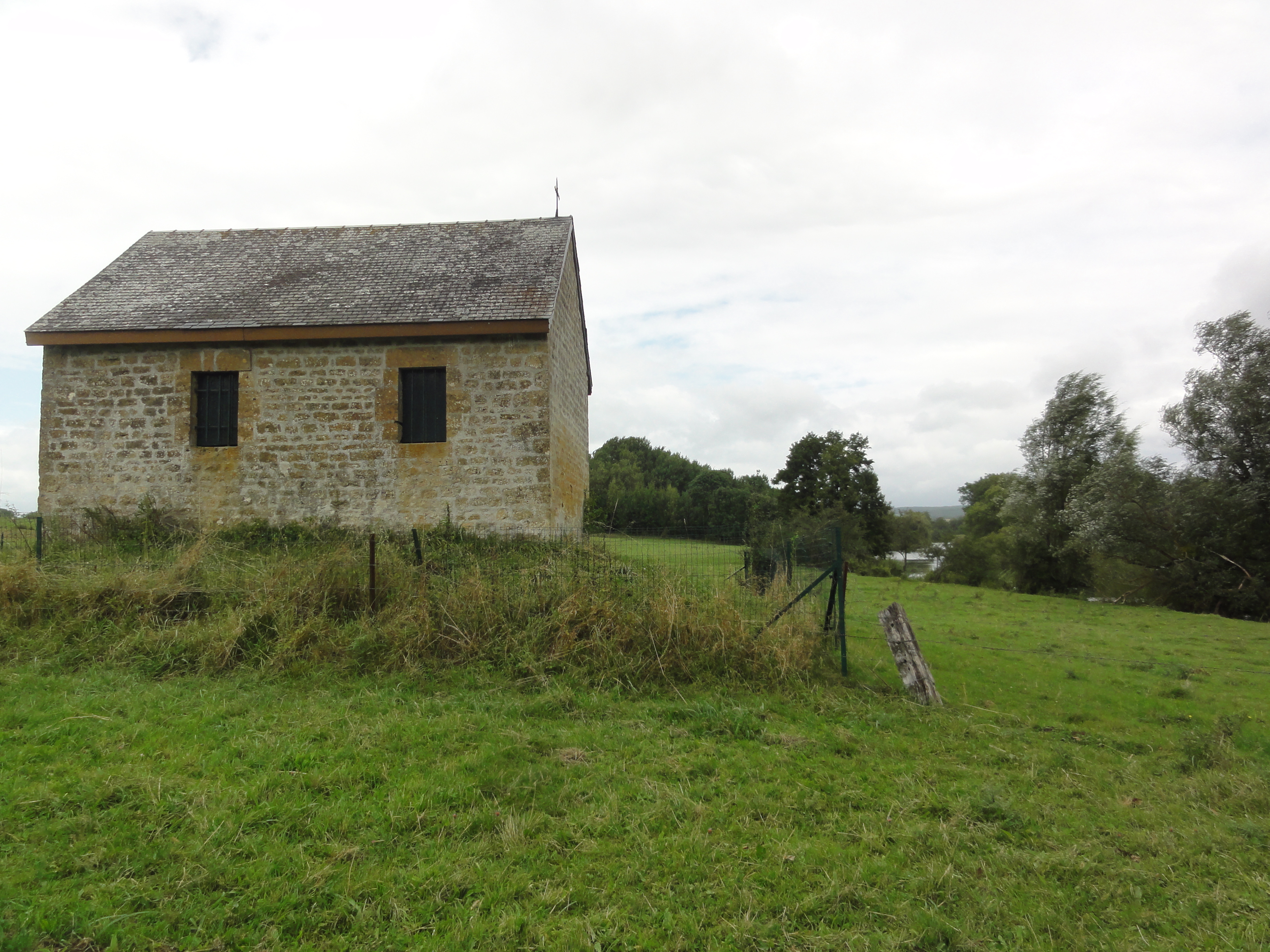
La chapelle de la maladerie ou chapelle Saint-Hilaire.

### Personnalités liées à la commune
- L'écrivain Bernard Marcotte a été enterré  à Prix-lès-Mézières, après son décès survenu le 4 juillet 1927.

### Héraldique
| Armes de Prix-lès-Mézières | Les armes de Prix-lès-Mézières se blasonnent ainsi : Coupé : au 1er de sable au rencontre de cerf crucifère d’or, au 2e de gueules aux deux truites adossées d’or accompagnées de sept croisettes recroisetées au pied fiché du même ordonnées 3.3.1. |